# Podocytisus caramanicus
Podocytisus caramanicus är en ärtväxtart som beskrevs av Pierre Edmond Boissier och Theodor Heinrich von Heldreich. Podocytisus caramanicus ingår i släktet Podocytisus och familjen ärtväxter. Inga underarter finns listade i Catalogue of Life.